# George Robb
George Robb (Londres, 1 de junio de 1926 - ibídem, 25 de diciembre de 2011) fue un futbolista británico que jugaba en la demarcación de extremo izquierdo.

## Biografía
Se formó como futbolista en el Finchley FC desde los 16 años, jugando para el primer equipo en 1943, perteneciendo aun a la Royal Navy. Siguió jugando en el club hasta que en 1951 el Tottenham Hotspur FC se hizo con sus servicios. Durante toda su etapa en el club jugó un total de 200 partidos y marcó 58 goles. En 1959, tras sufrir una grave lesión, fue forzado a terminar su carrera como futbolista, empezando a ejercer la profesión de profesor en el Christ's College de Finchley y en el Ardingly College hasta 1986. Durante sus últimos años de vida, empezó a sufrir demencia vascular, lo que provocó su muerte finalmente el 25 de diciembre de 2011 a los 85 años de edad.

## Selección nacional
Jugó un total de dos partidos internacionales, uno con la selección de fútbol de Inglaterra y otro con la selección de fútbol del Reino Unido. El primer partido, con Reino Unido lo jugó el 16 de julio de 1956 en un partido para los Juegos Olímpicos de Helsinki 1952 contra Luxemburgo, donde además marcó el primer gol del encuentro en el minuto doce. Su segundo y último partido, con Inglaterra, lo jugó el 25 de noviembre de 1953 contra Hungría en un encuentro amistoso que finalizó por 3-6 a favor del conjunto húngaro.

## Clubes
| Club                 | País       | Año         | Partidos | Goles |
| -------------------- | ---------- | ----------- | -------- | ----- |
| Tottenham Hotspur FC | Inglaterra | 1951 - 1959 | 200      | 58    |